# Chu Ke-liang
Chu Ke-liang o Chu Ko-liang (chino: 豬哥 亮, pinyin: Zhū Geliang; Peh-oe-ji: Ti Ko-Liong o Ti Ko-Liang, 5 de diciembre de 1946-15 de mayo de 2017) fue un actor, comediante y cantante taiwanés, además uno de los presentadores de televisión más famosos y conocidos en su país de origen. Era también famoso por su apariencia de vestir con una ropa y peinados inusuales para reforsar su humor grueso ante el público. Además es padre de la cantante Jeannie Hsieh.

## Biografía
Chu nació bajo su nombre verdadero de Hsieh Hsin-ta (謝新達; Taiwanés Siā Sin-ta̍t) en Zuoying, Kaohsiung, Taiwán. En su casa desde sus primeros años, tuvo un gran interés por la actuación y más adelante decidió ingresar al teatro. Luego recibió clases de Lin Sung-yen (林松 煙 Lin Songyan) y se convirtió en un actor y escritor, pero se mantuvo a gran medida desconocido para el público en lo general. Alrededor de los 30 años de edad, interpretó su primer personaje en una obra de teatro sobre la semi-legendaria obra de Liao Tianding, como el personaje del payaso Zhū Geliang. Se hizo tan popular con este personaje que eligió este nombre como su propio nombre artístico.

## Carrera
En 1980, Chu Ke-liang actuó en el Cabaret Show (豬哥 亮 歌廳 秀; Zhū Geliang Consiguiendo Xiu). Rompió en la escena en Taiwán y poco a poco su popularidad despegó. En el programa, Chu tenía una personalidad afable pero a menudo un lenguaje soez que utilizaba y de doble sentido. Sería para entrar en competencias con cantantes invitados y contar chistes subidos de tono. Junto con Chang Fei, Frankie Kao, y Ni Min-enero, Chu fue una de las mayores estrellas de la televisión de Taiwán desde la década de los años 1980.
En 1994, Chu hizo campaña a favor de James Soong Chu-yu para su candidatura a la gobernación de Taiwán. El candidato con éxito contó gracias al apoyo de Chu, que en ese momento estaba en la cúspide de su carrera. Con el fin para ayudar a convencer a los taiwaneses en apoyar su candidatura en China continental.
El 16 de septiembre de 2010, Chu lanzó su primer álbum titulado, Dōngshānzàiqǐ (東山再起). Al mes siguiente, fue reconocido en los Premios "Golden Bell" como "Best Variety Show Host", junto con su coanfitrión, Rene Hou.

Falleció el 15 de mayo de 2017 tras una larga batalla contra una metástasis del cáncer de colon. A private memorial was held on 16 May.

## Filmografía
- Naughty Cadets on Patrol (大頭兵出擊 Dàtóu Bīng Chūjí) (1987)
- King of the Children (孩子王 Háizi Wáng) (1988)
- Tiānxià Yī Dà Lè (天下一大樂) (1988)
- Young Soldier (少爺當大兵 Shàoyé Dāng Dàbīng) (1990)
- The New Legend Of Shaolin (1994)
- Night Market Hero (2011)
- The Killer Who Never Kills (2011)
- New Perfect Two (2012)
- David Loman (2013)
- Twa-Tiu-Tiann (2014)
- The Wonderful Wedding (2015)